# Unterseeboot U-55 (1916)
Pour les autres navires du même nom, voir Unterseeboot 55.
L'Unterseeboot U-55 est l’un des six sous-marins de type U 51 de la Kaiserliche Marine pendant la Première Guerre mondiale.

## Construction et mise en service
L'U-55 fut commandé à Germaniawerft à Kiel le 23 août 1914. Il fut mis en chantier le 28 décembre 1914 et lancé le 18 mars 1916. Il fut mis en service sous le commandement de Wilhelm Werner le 8 juin 1916.

## Service allemand
Wilhelm Werner commanda l'U-55 pendant la majeure partie de sa carrière en temps de guerre, au cours de laquelle il effectua 14 patrouilles avec la IIe flottille, coulant 61 navires marchands pour un total de 126010 tonneaux de jauge brute (TJB). Il endommagea également sept autres navires marchands, pour un total de 26161 TJB, et en prit deux autres comme prises pour un total de 3466 TJB. Son acte le plus célèbre fut le naufrage du paquebot britannique RMS Carpathia, coulé avec trois torpilles le 17 juillet 1918 au large de la côte est de l’Irlande. Le Carpathia était célèbre depuis son aide aux naufragés du RMS Titanic en 1912. L'U-55 coula également le navire-hôpital HMHS Rewa le 4 janvier 1918.
Werner est remplacé par Alexander Weiss le 10 août 1918. Weiss est remplacé le 15 septembre par Hans Friedrich, qui commande l'U-55 jusqu’à l’armistice du 11 novembre 1918.

## Service japonais
Le 26 novembre 1918, l'U-55 fut remis à la Royal Navy à Harwich, avec le reste des survivants de la flotte sous-marine allemande. Il a ensuite été remis au Japon et est entré en service dans la marine impériale japonaise en 1920 sous le nom de O-3, servant comme tel jusqu’en 1921. Il a été démantelé à l'arsenal naval de Sasebo entre mars et juin 1921, et brièvement remis en service en 1923 en tant que navire auxiliaire n°2538.

## Affectations
- IIe flottille : du 29 juillet 1916 au 11 novembre 1918.

## Commandants
- Kapitänleutnant Wilhelm Werner[1] : du 9 juin 1916 au 9 août 1918.
- Kptlt. Alexander Weiß[4] : du 10 août au 14 septembre 1918.
- Oberleutnant zur See Hans Friedrich[5] : du 15 septembre au 11 novembre 1918.

## Navires coulés
| Date              | Nom                      | Nationalité  | Tonnage | Destin.             |
| ----------------- | ------------------------ | ------------ | ------- | ------------------- |
| 28 septembre 1916 | HMT Orsino               | Royal Navy   | 172     | Coulé               |
| 30 septembre 1916 | Atle                     | Suède        | 1725    | Capturé comme prise |
| 30 septembre 1916 | Talavera                 | Suède        | 1,741   | Capturé comme prise |
| 24 octobre 1916   | Clearfield               | Royaume-Uni  | 4229    | Coulé               |
| 28 octobre 1916   | Marina                   | Royaume-Uni  | 5204    | Coulé               |
| 22 janvier 1917   | Ethel                    | Royaume-Uni  | 23      | Coulé               |
| 23 janvier 1917   | Eden                     | Empire russe | 142     | Coulé               |
| 23 janvier 1917   | Salland                  | Pays-Bas     | 3657    | Coulé               |
| 27 janvier 1917   | Artist                   | Royaume-Uni  | 3570    | Coulé               |
| 30 janvier 1917   | Euonymus                 | Royaume-Uni  | 60      | Coulé               |
| 30 janvier 1917   | Helena And Samuel        | Royaume-Uni  | 59      | Coulé               |
| 30 janvier 1917   | Marcelle                 | Belgique     | 219     | Coulé               |
| 30 janvier 1917   | Merit                    | Royaume-Uni  | 39      | Coulé               |
| 30 janvier 1917   | Trevone                  | Royaume-Uni  | 46      | Coulé               |
| 30 janvier 1917   | W.A.H.                   | Royaume-Uni  | 47      | Coulé               |
| 30 janvier 1917   | Wetherill                | Royaume-Uni  | 46      | Coulé               |
| 31 janvier 1917   | Dundee                   | Canada       | 2290    | Coulé               |
| 31 janvier 1917   | Saint Léon               | France       | 230     | Coulé               |
| 31 janvier 1917   | Yvonne                   | France       | 87      | Coulé               |
| 1 février 1917    | Ada                      | Royaume-Uni  | 24      | Coulé               |
| 1 février 1917    | Essonite                 | Royaume-Uni  | 589     | Coulé               |
| 1 février 1917    | HM Armed Smack Inverlyon | Royaume-Uni  | 59      | Coulé               |
| 2 février 1917    | Pomoschnick              | Empire russe | 167     | Coulé               |
| 6 février 1917    | Saxon Briton             | Royaume-Uni  | 1337    | Coulé               |
| 7 février 1917    | Yola                     | Royaume-Uni  | 3504    | Coulé               |
| 4 avril 1917      | H. B. Linnemann          | Danemark     | 444     | Endommagé           |
| 5 avril 1917      | Vilja                    | Norvège      | 1049    | Coulé               |
| 6 avril 1917      | Vine Branch              | Royaume-Uni  | 3442    | Coulé               |
| 8 avril 1917      | Petridge                 | Royaume-Uni  | 1712    | Coulé               |
| 8 avril 1917      | SS Torrington            | Royaume-Uni  | 5597    | Coulé               |
| 8 avril 1917      | Umvoti                   | Royaume-Uni  | 2616    | Coulé               |
| 12 avril 1917     | Toro                     | Royaume-Uni  | 3066    | Coulé               |
| 15 avril 1917     | Astræa                   | Danemark     | 260     | Coulé               |
| 17 avril 1917     | Cairnhill                | Royaume-Uni  | 4981    | Coulé               |
| 8 juin 1917       | Russian Prince           | Royaume-Uni  | 4158    | Endommagé           |
| 9 juin 1917       | Achilles                 | Royaume-Uni  | 641     | Coulé               |
| 11 juin 1917      | Ausonia                  | Royaume-Uni  | 8153    | Endommagé           |
| 12 juin 1917      | Coronado                 | Royaume-Uni  | 6539    | Endommagé           |
| 23 juin 1917      | Sophie                   | Danemark     | 89      | Coulé               |
| 23 juin 1917      | Star                     | Danemark     | 120     | Coulé               |
| 31 juillet 1917   | SS Belgian Prince        | Royaume-Uni  | 4765    | Coulé               |
| 6 août 1917       | Eugenia                  | Italie       | 4835    | Coulé               |
| 9 août 1917       | Oakfield                 | Royaume-Uni  | 3618    | Endommagé           |
| 12 août 1917      | Falkland                 | Norvège      | 4877    | Coulé               |
| 17 août 1917      | Edina                    | Royaume-Uni  | 455     | Coulé               |
| 18 août 1917      | HMT Benjamin Stevenson   | Royal Navy   | 255     | Coulé               |
| 4 janvier 1918    | HMHS Rewa                | Royal Navy   | 7305    | Coulé               |
| 5 janvier 1918    | SS War Baron             | Royaume-Uni  | 6240    | Coulé               |
| 9 janvier 1918    | Ula                      | Norvège      | 839     | Coulé               |
| 16 janvier 1918   | Geneviève                | France       | 1598    | Coulé               |
| 20 janvier 1918   | Hirondelle               | France       | 28      | Coulé               |
| 21 janvier 1918   | Maria Caterina           | Pays-Bas     | 71      | Coulé               |
| 26 février 1918   | Eumaeus                  | Royaume-Uni  | 6696    | Coulé               |
| 26 février 1918   | Mouche                   | France       | 65      | Coulé               |
| 1 mars 1918       | Borga                    | Royaume-Uni  | 1046    | Coulé               |
| 7 mars 1918       | Brise                    | France       | 160     | Coulé               |
| 7 mars 1918       | Saint Georges            | France       | 102     | Coulé               |
| 7 mars 1918       | Saint Joseph             | France       | 434     | Coulé               |
| 8 mars 1918       | Madeline                 | Royaume-Uni  | 2890    | Coulé               |
| 10 mars 1918      | Cristina                 | Espagne      | 2083    | Coulé               |
| 15 mai 1918       | War Grange               | Royaume-Uni  | 3100    | Endommagé           |
| 16 mai 1918       | Tagona                   | Canada       | 2004    | Coulé               |
| 17 mai 1918       | Motricine                | France       | 4047    | Coulé               |
| 18 mai 1918       | Denbigh Hall             | Royaume-Uni  | 4943    | Coulé               |
| 18 mai 1918       | Scholar                  | Royaume-Uni  | 1635    | Coulé               |
| 16 juillet 1918   | Miefield                 | Norvège      | 1368    | Coulé               |
| 17 juillet 1918   | RMS Carpathia            | Royaume-Uni  | 13603   | Coulé               |
| 23 juillet 1918   | Anna Sofie               | Royaume-Uni  | 2577    | Coulé               |
| 31 juillet 1918   | Zwaantje Cornelia        | Pays-Bas     | 149     | Endommagé           |
| 1 octobre 1918    | Montfort                 | Royaume-Uni  | 6578    | Coulé               |
| 2 octobre 1918    | SS Keltier               | Belgique     | 2360    | Coulé               |
| 4 octobre 1918    | Uranus                   | Empire russe | 350     | Coulé               |
| 10 octobre 1918   | André                    | France       | 160     | Coulé               |